# Камінськ (Мазовецьке воєводство)
Камінськ (пол. Kamińsk) — село в Польщі, у гміні Єдлінськ Радомського повіту Мазовецького воєводства.
Населення — 206 осіб (2011).
У 1975-1998 роках село належало до Радомського воєводства.

## Демографія
Демографічна структура станом на 31 березня 2011 року:
|          | Загалом | Допрацездатний вік | Працездатний вік | Постпрацездатний вік |
| -------- | ------- | ------------------ | ---------------- | -------------------- |
| Чоловіки | 105     | 27                 | 72               | 6                    |
| Жінки    | 101     | 27                 | 55               | 19                   |
| Разом    | 206     | 54                 | 127              | 25                   |